# Eanfleda
Eanfleda, também conhecida como Enfleda (em inglês antigo: Eanflæd; Deira, 19 de abril de 626 — Whitby, c. 685) foi uma princesa de Kent, rainha da Nortúmbria e, mais tarde, a abadessa de um mosteiro cristão influente em Whitby, na Inglaterra.
Ela era a filha do rei Eduíno da Nortúmbria e de Etelburga, que por sua vez era filha do rei Etelberto de Kent. 
Por volta de 642, Eanflæd se tornou a segunda esposa do rei Osvio da Nortúmbria. Após a morte dele em 670, ela se retirou para a Abadia de Whitby , que tinha sido fundada por Hilda de Whitby. Eanfleda se tornou a abadessa por volta de 680 e lá permaneceu até sua morte. O mosteiro teve forte associação com os membros da família real da Nortúmbria e desempenhou um papel importante no estabelecimento do cristianismo romano na Inglaterra durante esse período histórico.